# Ursulețul Paddington

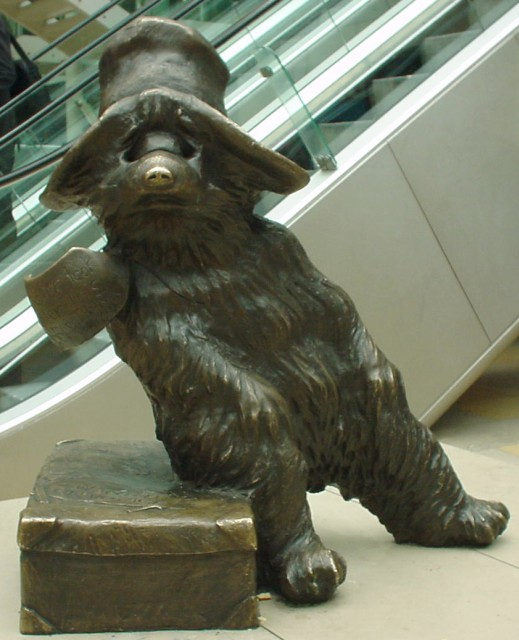
Statuie de bronz a Ursulețului Paddington la Gara Paddington, de Marcus Cornish

Ursulețul Paddington (engleză Paddington Bear) este un personaj fictiv în literatura pentru copii. A apărut pe 13 octombrie 1958 și a fost ulterior prezentat în diverse cărți, cel mai recent în 2008, scrise de Michael Bond și prima oară ilustrate de Peggy Fortnum. Ursulețul imigrant și politicos din întunecatul Peru, cu pălăria lui veche, valiza ponosită, paltonul albastru și plăcerea sandwichurilor cu marmeladă a devenit un personaj clasic din literatura pentru copii engleză.
Cărțile cu Paddington au fost traduse în 30 de limbi peste 70 de titluri și au fost vândute mai mult de 30 de milioane de copii în lumea întreagă. Peste 265 de licențe, făcând milioane de producții diferite peste Marea Britanie, Europa, Statele Unite, Asia de Sud-Est, Japonia, Canada, Australia și Africa de Sud toate beneficiile din recunoașterea universală a Ursulețului Paddington.
Paddington este un urs antropomorfic. Este întotdeauna politicos, adresându-se oamenilor cu "Domnule", "Doamnă" și "Domnișoară" și foarte rar cu numele de familie. Îi plac sandwichurile cu marmeladă și ciocolata caldă și are o capacitate fără sfârșit de a intra în probleme. Deși, el vrea să termine totul cu bine. El a fost adoptat de familia Brown la Gara Paddington dându-i numele complet "Paddington Brown"

## Personaje
Acesta este un tablou recurent al personajelor, toți dintre ei sunt câteodată implicați în aventurile lui Paddington. Aceștia sunt:
- Domnul Henry Brown - Un nenorocos dar prietenos muncitor al orașului Londra.
- Doamna Mary Brown - Soția mai serioasă a domnului Brown.
- Jonathan și Judy - Copiii Brown energici și prietenoși. Nu este niciodată preconizat dacă unul este mai mare decât celălalt, ajungând la percepția că sunt gemeni.
- Doamna Bird - Gospodina severă, dar prietenoasă a familiei Brown. Chiar dacă este enervată de ghinioanele lui Paddington, este foarte protectivă cu el.
- Domnul Gruber - Deținătorul prietenos a unui magazin din Șoseaua Portobello. De obicei îi duce pe Paddington și pe copiii Brown în excursii. Este un imigrant maghiar. Se adresează lui Paddington ca "Domnul Brown".
- Domnul Curry - Vecinul țâfnos cu temperant negativ al familiei Brown, ce servește ca un constrast al domnului Gruber. Se adresează lui Paddington simplu ca "Ursule!". Mereu vrea ceva pentru nimic, și adesea îl pune pe Paddington să îi facă treaba.
- Mătușa Lucy - Mătușa lui Paddington din America de Sud.
- Unchiul Pastuzo - Unchiul lui Paddington

## Cărți
A Bear Called Paddington (1958)
- Please Look After This Bear
- A Bear in Hot Water
- Paddington Goes Underground
- A Shopping Expedition
- Paddington and "The Old Master"
- A Visit To the Theatre
- Adventure at the Seaside
- A Disappearing Trick

More About Paddington (1959)
- A Family Group
- A Spot of Decorating
- Paddington Turns Detective
- Paddington and the Bonfire
- Trouble at No.32
- Paddington and the Christmas Shopping
- Christmas

Paddington Helps Out (1960)
- A Picnic On The River
- Paddington Makes A Bid
- Paddington and "Do It Yourself"
- A Visit To The Cinema
- Trouble At The Launderette
- Paddington Dines Out

Paddington Abroad (1961)
- Paddington Prepares
- A Visit to the Bank
- Trouble at the Airport
- Paddington Saves the Day
- Paddington and the "Pardon"
- A Spot of Fishing
- Paddington Takes to the Road

Paddington at Large (1962)

Paddington Marches On (1964)

Paddington at Work (1966)

Paddington Goes to Town (1968)

Paddington Takes the Air (1970)

Paddington's Garden (1972)

Paddington's Blue Peter Story Book (1973)

Paddington on Top (1974)

Paddington at the Tower (1975)

Paddington Takes the Test (1979)

Paddington on Screen (1980)

Paddington at the Zoo (1984)

Paddington at the Palace (1986)

Paddington in the Garden (2002)

Paddington and the Grand Tour (2003)

Paddington at the Tower (2011)

Paddington Goes for Gold (2012)

### Publicații speciale
- Paddington Rules the Waves (2008) A £1 World Book Day Book[1]
- Paddington Here and Now (2008) [2][3][4]

## Filme
- Paddington (2014)
- Paddington 2 (2017)
- Paddington in Peru (2024)

## Seriale de televiziune
- Paddington (1975)
- Ursulețul Paddington (1989)
- The Adventures of Paddington Bear (1997)
- The Adventures of Paddington (2019)